# 이라부정
이라부정(伊良部町)은 오키나와현 미야코군에 있던 정이다. 

## 지리
미야코섬 북서쪽에 위치한 이라부섬과 시모지섬으로 이루어져 있다. 2개의 섬은 6개의 다리로 연결되어 있다. 이라부정 시대에는 이라부섬과 미야코섬 사이에 다리는 없고 정기 항로가 취항하고 있었다.

## 역사
- 1908년 4월 1일 - 도서정촌제 시행에 의해 이나부촌이 되었다.
- 1940년 6월 30일 - 히라라항에서 이라부섬으로 향하던 화물 여객선 '이라부마루'(15톤)가 이라부항 앞바다 300m 부근에서 침몰, 75명이 사망 및 실종되었다. 원인은 선박의 노후화와 정원 초과로 추정되었다.
- 1979년 - 시모지시마 공항이 제3종 공항으로 개항, 1980년 - 1994년에는 나하공항과의 정기항공노선(1일 1편)도 운항했다.
- 1982년 4월 1일 - 정으로 승격해, 이라부정이 되었다.
- 2005년 10월 1일 - 히라라시·구스쿠베정·시모지정·우에노촌과 합병해 미야코지마시가 되어 이라부정은 폐지되었다.

## 교통

### 공항
- 미야코 공항
- 시모지시마 공항

### 도로
- 국도 390호선